# Alajärvet
Alajärvet är en sjö i Gällivare kommun i Lappland och ingår i Kalixälvens huvudavrinningsområde. Alajärvet ligger i Lina fjällurskog Natura 2000-område.